# Nephila komaci
Nephila komaci je ohrožený druh velkého pavouka žijícího v Africe a na Madagaskaru. Tento druh dokáže utkat spirálovité kruhové sítě o průměru až 100 cm a jeho samice dorůstá velikosti 12 cm. Objevili ho dva biologové – Slovinec Matjaz Kuntner a Američan Jonathan Coddington. Kuntner našel jednu samici ve sbírkách Výzkumného ústavu pro ochranu rostlin v jihoafrické Pretorii, ale protože ani po usilovném hledání v jiných muzeích nenašel žádný další vzorek, domníval se, že je druh vyhynulý. Pak ale Coddinngton nalezl tři exempláře tohoto druhu v Africe.